# Varese Ligure
Varese Ligure é uma comuna italiana da região da Ligúria, Província da Spezia, com cerca de 2.350 habitantes. Estende-se por uma área de 136 km², tendo uma densidade populacional de 17 hab/km². Faz fronteira com Albareto (PR), Borzonasca (GE), Carro, Maissana, Ne (GE), Sesta Godano, Tornolo (PR).
Faz parte da rede das Aldeias mais bonitas de Itália.

## Demografia
| Variação demográfica do município entre 1861 e 2011                               |
|                                                                                   |
| Fonte: Istituto Nazionale di Statistica (ISTAT) - Elaboração gráfica da Wikipedia |